# Winchester (Wirginia)
Winchester – miasto w Stanach Zjednoczonych, w stanie Wirginia, założone w roku 1802. Według spisu w 2020 roku liczy 28,1 tys. mieszkańców, oraz 142,6 tys. mieszkańców w obszarze metropolitalnym.
Winchester jest miastem niezależnym i mieści się północno-zachodniej części stanu. Jest stolicą hrabstwa Frederick i głównym miastem Obszaru Metropolitalnego Wirginii – Wirginii Zachodniej, będącego częścią składową Metropolii Baltimore-Washington. Biuro Analiz Ekonomicznych dla celów statystycznych traktuje miasto i hrabstwo jak jedną całość. Winchester jest siedzibą Shenandoah University oraz Muzeum Doliny Shenandoah.

## Urodzeni w Winchester
- Patsy Cline – piosenkarka country
- Willa Cather – pisarka, laureatka Nagrody Pulitzera z roku 1923